# 矢作克人
矢作 克人（やはぎ かつひと、1995年6月18日 - ）は、日本の俳優である。

## 人物
滋賀県生まれ。身長172cm、体重62kg、B=80cm, W=75cm, H=85cm。
リスグラシューやコントレイル、ディープブリランテなどを育てた、栗東トレーニングセンターの調教師、矢作芳人を父に、フリーアナウンサーの矢作麗を姉に持つ。
趣味はサッカー・読書。

## 学歴
- 2011年 (平成23年) - 東福岡高等学校入学[3]
- 2014年 (平成26年) - 東福岡高校卒業、同志社大学政策学部政策学科入学[3]

## 資格
- 実用英語技能検定 (英検) 準二級[3]

## 関連リンク
- 矢作 克人 (Superyahagi) (@super_yahagi) - Instagram, 矢作 克人 (Keibayahagi) (@keiba_yahagi) - Instagram
- 矢作 克人 (@super_yahagi) - X（旧Twitter）
- 矢作克人 - Katsuhito Yahagi (KatsuhitoYahagi) - Facebook